# Wynnewood, Oklahoma
Wynnewood är en ort i Garvin County i Oklahoma. Orten har fått sitt namn efter Wynnewood i Pennsylvania. Enligt 2010 års folkräkning hade Wynnewood 2 212 invånare.

## Kända personer från Wynnewood
- Tommy Franks, militär
- Roy Milton, musiker